# Hafner Rotachute
Hafner Rotachute – brytyjski eksperymentalny wiroszybowiec zaprojektowany przez Raoula Hafnera w ramach prac prowadzonych w Airborne Forces Experimental Establishment. Aparat nigdy nie wszedł do produkcji seryjnej.

## Historia

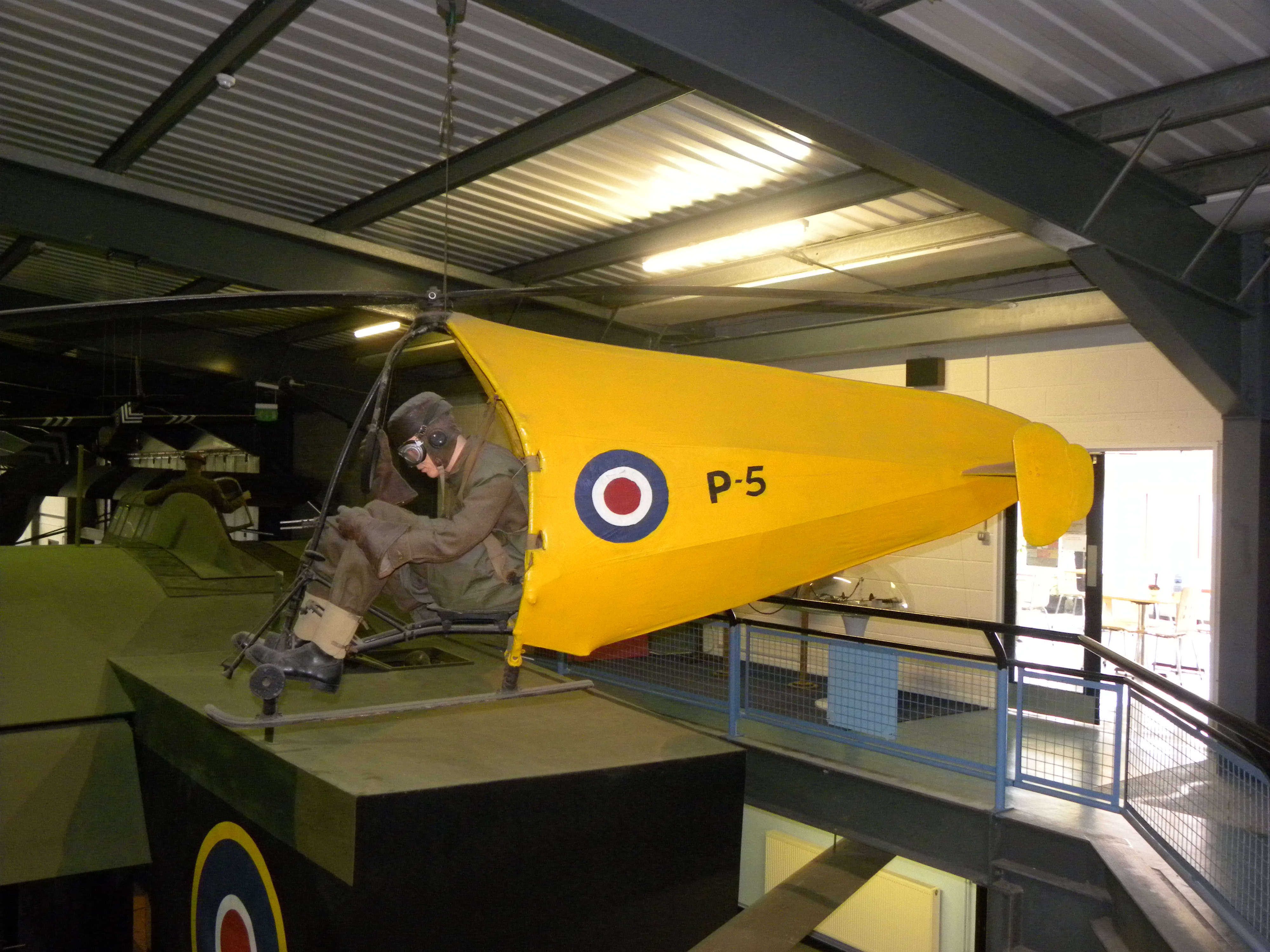
Rotachute Mark III w zbiorach Museum of Army Flying

Raoul Hafner był austriackim emigrantem, który w 1937 roku znalazł się w Wielkiej Brytanii a w 1941 roku dołączył do zespołu doświadczalnego wojsk powietrznodesantowych. Jego zadaniem było opracowanie jednoosobowego wiroszybowca, który mógł być zrzucany wraz z obsługującym go żołnierzem za liniami wroga. Hafner miał już doświadczenie z tego typu konstrukcjami. Jeszcze w Austrii pracował nad konstrukcją śmigłowca doświadczalnego. Będąc już w Anglii rozpoczął pracę nad wiatrakowcem AR III oraz projektem oznaczonym jako EA 115. Rotachute powstał w ścisłej tajemnicy w 1942 roku. Pierwsze próby odbywały się na holu za samochodem. Wersja ostateczna aparatu, oznaczona jako Mk 3 badana była w locie na holu za samolotem De Havilland Tiger Moth. W badaniach przeprowadzonych w 1943 Rotachute zrzucany był z wysokości 1100 metrów. Jednym z pilotów holujących aparat był Polak, porucznik Kazimierz Plenkiewicz. Z powodu małej przydatności konstrukcji w rzeczywistych akcjach, dalsze prace nad Rotachute wstrzymano w 1943 roku.

## Konstrukcja
Rotachute był jednoosobowym wiroszybowcem, którego kadłub zbudowany był z kratownicy spawanej ze stalowych rur pokrytych nagumowanym płótnem. Wirnik nośny składał się z dwóch drewnianych łopat osadzonych przegubowo na głowicy. Głowica osadzona była na kadłubie na bloku miękkiej gumy działającej jak przegub uniwersalny. Sterowanie aparatem był „odwrotne” niż w klasycznych maszynach. Drążek sterowniczy zwisał z góry nad pilotem. Aby opuścić przód aparatu, drążek należało ściągnąć do siebie. W celu przechylenia na lewy bok, drążek należało odchylić na prawo i analogicznie skręcając w prawo, drążek odchylało się w lewo. Było to utrudnienie dla pilotów przyzwyczajonych do klasycznej reakcji na wychylenie drążka sterowniczego. Podwozie składało się z dwóch kół osadzonych na jednej osi oraz płozy umieszczonej w płaszczyźnie symetrii. Aparat nie był uzbrojony.